# Giorgio Tozzi
Pour les articles homonymes, voir Tozzi.
Giorgio Tozzi (né le 8 janvier 1923 à Chicago, Illinois et mort le 30 mai 2011 à Bloomington, Indiana) est un chanteur lyrique (basse) italo-américain.

## Biographie
Né dans une famille d'origine italienne, Giorgio Tozzi étudie le chant dans sa ville natale, avec Rosa Raisa, Giacomo Rimini et John Daggett Howell. En 1948, il débute comme baryton, en Tarquinius dans The Rape of Lucretia. Il chante alors dans des comédies musicales sur Broadway et à Londres.
Après des études complémentaires à Milan, avec Giulio Lorandi, il passe de la tessiture de baryton à celle de basse. Il débute au Teatro Nuovo de Milan en 1950, en Rodolfo dans La sonnambula, puis à La Scala en 1953, en Stromminger dans La Wally, où il participe en 1962, à la célèbre reprise des Huguenots, aux côtés de Joan Sutherland.
De retour en Amérique, il débute au Metropolitan Opera de New York, le 19 mars 1955, en Alvise dans La Gioconda. En vingt-et-une saisons avec le Met, il chante 37 rôles, notamment Ramfis, Sparafucile, Pimen et Boris dans Boris Godounov, Figaro, Bartolo, Gremin, Philippe II, Timur, Daland, Rocco, Arkel, Pogner et Sachs dans Die Meistersinger von Nürnberg, etc. Il y crée le rôle du Docteur dans Vanessa de Samuel Barber, le 15 janvier 1958, et reprend le même rôle pour la première européenne de l'œuvre à Salzbourg l'été suivant.
Il paraît aussi à Chicago, San Francisco, Los Angeles, Houston, etc., où il ajoute à son répertoire les rôles de Kecal dans La Fiancée vendue et Archibaldo dans L'amore dei tre re.
Il prête sa voix au personnage d'Émile de Becque dans la comédie musicale South Pacific, joué à l'écran par l'acteur Rossano Brazzi, en 1958.
En 1964, il a collaboré avec le chef d'Orchestre Alfredo Antonini dans une adaptation télévisée de l'oratorio sacré L'Enfance du Christ par Hector Berlioz. Tozzi a chanté le rôle d'Hérode sur cette production de télévision CBS,.
Après son retrait de la scène, il se tourne vers l'enseignement à la Juilliard School of Music ; parmi ses élèves figure, entre autres, Willard White.
Tozzi possédait une voix sombre et puissante, et une imposante présence scénique.

## Sources
- David Hamilton, The Metropolitan Opera Encyclopedia, Simon & Schuster, 1987  (ISBN 0-671-61732-X)